# Apanteles munnarensis
Apanteles munnarensis är en stekelart som beskrevs av Sumodan och T.C. Narendran 1990. Apanteles munnarensis ingår i släktet Apanteles och familjen bracksteklar. Inga underarter finns listade i Catalogue of Life.